# Cenangiové odumírání výhonů borovice

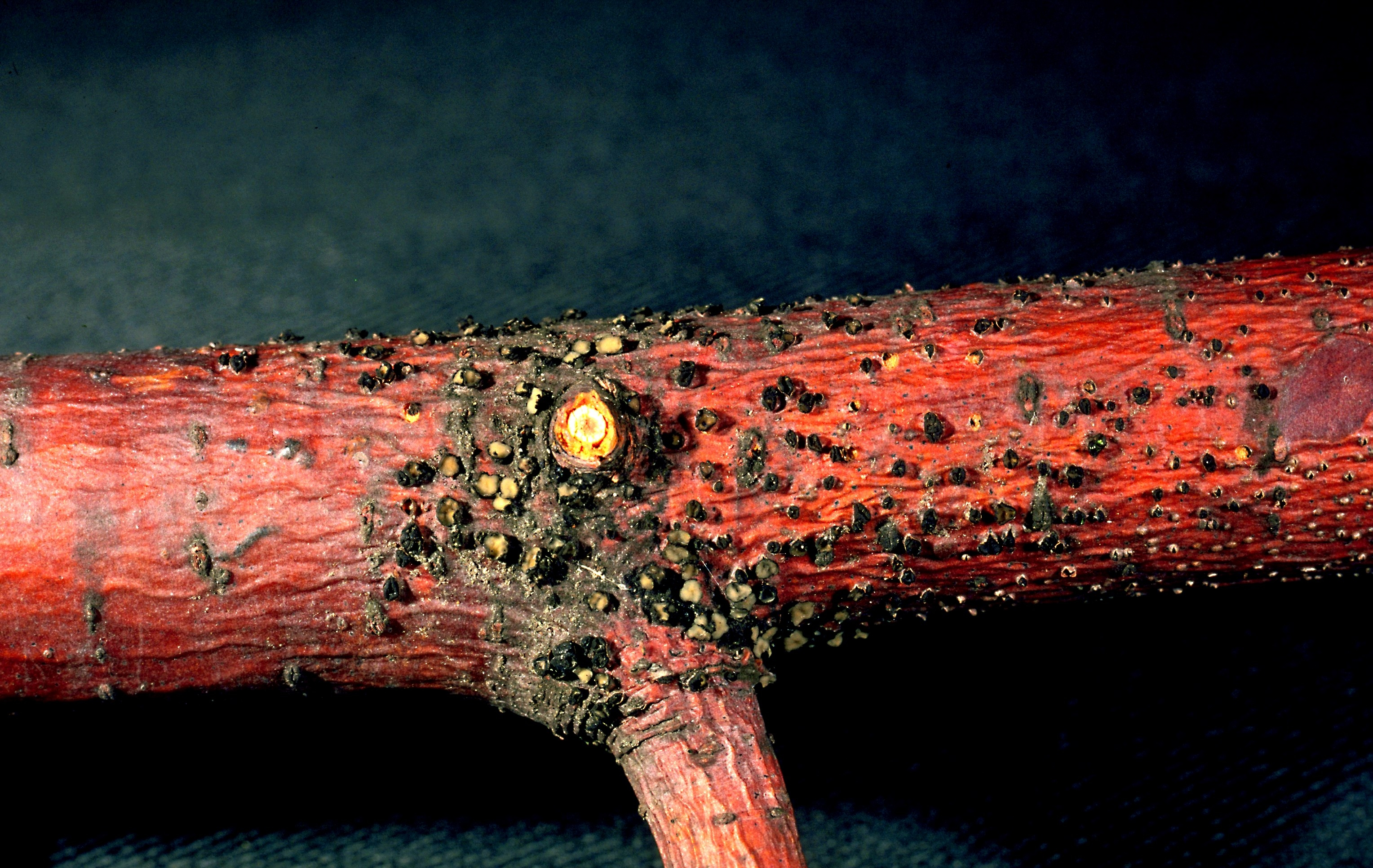
Plodnice Cenangium ferruginosum na borovici.

Cenangiové odumírání výhonů borovice je choroba jehličnanů způsobovaná houbou Cenangium ferruginosum. Jde o jednu z nejvýznamnějších houbových chorob borovice. Atakuje porosty zejména pokud po vlhkém jaru následuje suché teplé léto. V ČR napadá především borovici černou a lesní, ale může napadat borovici limbu (Pinus cembra) a borovici hustokvětou (Pinus densiflora). Často houbu lze najít v kombinaci s jinými houbami, zejména s Ascocalyx abietina nebo  Thecodiplosis brachyntera. 
Cenangium ferruginosum je považováno za saprofytickou houbu a příležitostného parazita, který svou aktivitu rychle zvýší v okamžiku, kdy jsou borovice oslabeny např. jiným patogenem, škůdcem nebo nedostatkem vody z důvodů dlouhotrvajícího sucha,

## Vývojový cyklus
Infekce šíří v průběhu celého vegetačního období. Tato houba přezimuje jako podhoubí v tkáni nebo jako plodnice v hrabance. Jakmile nastane suché počasí, plodnice uzavřené v deštivých obdobích (rLf.> 95%) se otevírají a uvolňují zralé spory. Spory jsou uvolňovány od jara do podzimu s maximem od dubna do května (v závislosti na nadmořské výšce). Spory klíčí v teplotě 3–30 °C, optimum je 25 °C. Mycelium roste při teplotě 2–25 °C (optimálně 15–25 °C).

## Symptomy
Pro chorobu je charakteristické žloutnutí a červenohnědé zbarvení jehlic borovice. Typické je prosychání koncových výhonů, větví až celých korun, přičemž jehlice na suchých větvích dlouho visí. Na příčném řezu větviček lze pozorovat mycelium prorůstající vodivými pletivy. Velikost plodnic, které prorůstají borkou napadené dřeviny, je uváděna jako 2-3 mm. 

## Význam
Dochází k rozsáhlým úhynům v suchem oslabených porostech borovic, může docházet k epidemiím.

## Ochrana rostlin

### Prevence
Zajištění závlahy. Napadené části dřeviny i celé stromy se odstraňují.